# La bambolona
Pour plus de détails, voir Fiche technique et Distribution.
La bambolona est une comédie à l'italienne réalisée par Franco Giraldi et sortie en 1968.
C'est le cinquième film de Giraldi après ses quatre westerns spaghetti à succès et le premier film dans lequel il est crédité de son vrai nom et non de celui de Frank Garfield. Le film représente également la première des quatre collaborations entre Giraldi et le scénariste Ruggero Maccari . Il s'agit d'une adaptation du roman éponyme d'Alba de Céspedes paru en 1967.
Pour son rôle dans ce film, Ugo Tognazzi a reçu le Ruban d'argent du meilleur acteur. Il a ensuite joué dans deux autres films réalisés par Giraldi, Cœurs solitaires (1970) et Super témoin (1971).

## Synopsis
Giulio Broggini, un riche avocat romain célibataire, tombe amoureux d'Ivana Scarapecchia, une jeune fille tranquille et plantureuse qu'il a rencontrée par hasard dans un bar. L'homme la suit et commence à la fréquenter, tout en cachant sa passion aux autres, pensant qu'il pourra facilement la satisfaire. Il est cependant intimidé par la présence d'un oncle, haut fonctionnaire du Ministère de l'Intérieur, personnage imaginaire que la jeune fille grincheuse, naïve seulement en apparence, invente comme fréquentation pour avoir le contrôle sur le prétendant.
Certes, avec la tolérance et les encouragements de ses parents, il peut rester seul avec Ivana, mais ses attouchements la mettent mal à l'aise et elle bloque ses avances sexuelles : L'oncle serait très jaloux. De plus en plus souvent, Giulio et Ivana sont suivis par une Fiat 600 blanche ; Ivana évoque la surveillance de l'oncle. Giulio se résout à investir dans une bague de fiançailles de 2 millions de lires, que la jeune fille accepte. Elle envisage toutefois avec résignation le mariage et le quotidien qui l'attend. Alors qu'ils se trouvent ensemble dans une buanderie sans être vus, elle ne lui permet que d'apercevoir brièvement ses sous-vêtements.
Mais un jour, elle lui promet de venir à lui et de se donner à lui. Au lieu de la séance de débauche tant attendue, Giulio reçoit un choc lorsqu'Ivana lui annonce qu'elle est enceinte de deux mois. Il lui serait impossible de nier être le père, car, constamment surveillée, elle n'a pas rencontré d'autre homme que lui. Elle le fait chanter pour qu'il lui laisse la bague coûteuse et qu'il paie un autre million pour l'interruption de grossesse. Finalement, elle lui avoue que la grossesse n'était que simulée, que l'officier de police n'est pas un parent et qu'elle a un petit ami du même âge. Avec le produit de la vente de la bague et l'argent qu'elle a reçu de Giulio, la famille a remboursé ses dettes et Ivana s'est acheté une voiture avec son ami. Ivana s'en va avec son ami, et Giulio se remet à fréquenter les mêmes femmes qu'avant.

## Fiche technique
- Titre original italien : La bambolona[4] (litt. « La Grande Poupée »)
- Réalisation : Franco Giraldi
- Scénario : Ruggero Maccari, Franco Giraldi d'après le roman éponyme d'Alba de Céspedes paru en 1967.
- Photographie : Dario Di Palma
- Montage : Ruggero Mastroianni
- Musique : Luis Bacalov
- Décors : Carlo Egidi (it)
- Société de production : Mega Film
- Pays de production :  Italie
- Langue originale : italien
- Format : couleurs par Eastmancolor - 1,85:1 - Son mono - 35 mm
- Genre : comédie à l'italienne
- Durée : 105 minutes
- Dates de sortie : 
  - Italie : 23 décembre 1968

## Distribution
- Ugo Tognazzi : l'avocat Giulio Broggini
- Isabella Rei : Ivana Scarapecchia, la « bambolona »
- Corrado Sonni : le comptable Rosario Scarapecchia, le père d'Ivana
- Lilla Brignone : Adelina Scarapecchia, la mère d'Ivana
- Marisa Bartoli : Luisa Boschi, la dactylo de Giulio
- Susy Andersen : Sylvia
- Margherita Guzzinati : Daria
- Roy Bosier : Diodato Marietti, serviteur de Giulio
- Ignazio Leone : De Simone, le brigadier
- Filippo Scelzo : le père de Giulio
- Grazia Fei :
- Bruna Beani : Tilde Rappistoni, la dactylo de Giulio
- Alfredo Di Stefano :
- Giorgio Arlorio : Avocat Angeletti
- Brizio Montinaro :
- Marcia Theresa Steidle :